# Allergie no Hi
Allergie no Hi (jap. アレルギーの日, Arerugī no Hi, dt. „Tag der Allergien“) ist ein japanischer Gedenktag, der seit 1995 alljährlich am 20. Februar stattfindet. An diesem Tag wird der Verdienste des Ehepaares Ishizaka, Ishizaka Kimishige und Ishizaka Teruko, um die Erforschung des Immunglobulin-E-Antikörpers und dessen besonderer Bedeutung für Allergien gedacht. Der Gedenktag wurde vom Japanischen Verband für Allergien (日本アレルギー協会, Nihon Aruregī Kyōkai) ins Leben gerufen. Üblicherweise steht der „Tag der Allergie“ im Mittelpunkt der „Allergie-Woche“, die der japanische Verband für Allergien für Aufklärungsarbeit über Allergien nutzt.